# Айрис (фильм, 2014)
«Айрис» (англ. Iris) — документальный фильм режиссёра Альберта Мэйслеса, вышедший на экраны в 2014 году. В 2017 году лента номинировалась на новостную и документальную премию «Эмми» за лучший документальный фильм об искусстве и культуре.

## Сюжет
Фильм рассказывает об американской «иконе стиля» Айрис Апфель, которая в свои 93 года ведёт очень активный образ жизни: выступает с интервью в прессе, организует выставки, консультирует по вопросам моды, участвует в различных мероприятиях. И, конечно, посещает магазины и рынки в поисках интересных вещиц, которыми заполнены несколько её квартир и склад. Айрис получила известность прежде всего как дизайнер интерьеров, однако уже в преклонном возрасте её популярность как знатока стиля стала стремительно расти. Большое место в фильме уделено семейной жизни Айрис, которая прожила с мужем Карлом более 60 лет.